# مارتن ريختر
مارتن ريختر (بالتشيكية: Martin Richter) هو لاعب هوكي الجليد تشيكي، ولد في 6 ديسمبر 1977 في بروستيوف في التشيك.

## وصلات خارجية
- مارتن ريختر على موقع دوري الهوكي الوطني (الإنجليزية)
- مارتن ريختر على موقع EliteProspects.com (الإنجليزية)
- مارتن ريختر على موقع Eurohockey.com (الإنجليزية)
- مارتن ريختر على موقع HockeyDB.com (الإنجليزية)